# Music and Its Double
Music and Its Double je koncertní (2 skladby) a studiové (1 skladba) album amerického skladatele Johna Zorna. Je rozděleno do tří částí: „A Rebours“ pro violoncello; „Ceremonial Magic“ pro housle a bicí a poslední částí je „La Machine de l'Être“ pro orchestr a sopranistku. Pro poslední část bylo inspirací pozdní dílo Antonina Artauda. Každá skladba byla nahrávána jindy a jinde; „A Rebours“ v prosinci 2011 v Miller Theatre v New York City; „Ceremonial Magic“ v květnu 2012 v EastSide Studio ve stejném městě a „La Machine de l'Être“ v září 2011 v Lahti Symphony Hall ve Finsku. Album vyšlo 30. října 2012 u vydavatelství Tzadik Records.

## Seznam skladeb
Autorem všech skladeb je John Zorn.
1. „A Rebours“ – 11:12
2. „Ceremonial Magic“ – 19:40
  1. „I“ – 5:36
  2. „II“ – 4:07
  3. „III“ – 5:52
  4. „IV“ – 4:02
3. „La Machine de l'Être“ – 11:41
  1. „Tetème“ – 4:09
  2. „Le révélé“ – 3:26
  3. „Entremêlés“ – 4:04

## Obsazení
- Fred Sherry – violoncello
- Jennifer Choi – housle
- David Fulmer – viola, housle
- Mike Nicolas – violoncello
- Tara Helen O'Connor – flétna
- Josh Rubin – klarinet
- June Han – harfa
- William Winant – perkuse
- Al Lipowski – perkuse
- Joe Pereira – perkuse
- Brad Lubman – dirigent
- Kenny Wollesen – bicí
- Anu Komsi – soprán
- Lahti Symphony Orchestra
  - Sakari Oramo – dirigent